# Europa Nostra
Europa Nostra (do latim: Nossa Europa) é a federação pan-europeia para o património cultural europeu, e representa as organizações civis que trabalham para salvaguardar o património cultural e natural da Europa. É considerada a voz desse movimento aos órgãos internacionais relevantes, em particular a União Europeia, o Conselho da Europa e a Organização das Nações Unidas para a Educação, a Ciência e a Cultura. É reconhecida como uma organização não governamental associada à UNESCO, com um estatuto consultivo.